# 寅
寅是地支之一，通常當為地支的第三位，其前為、其後為卯。寅月从立春（公历2月4±1日）当日开始到惊蜇（公历3月6±1日）前一天为止，大致為農曆正月，寅時為二十四小時制的03:00至05:00，在方向上指東北偏東。五行裡寅代表木，陰陽學說裡寅為陽。
寅有生動之意，指春天時草木初生的狀態，同時寅與引是通假字，因此亦有引導之意。在後世，人們為了便於記憶，因此將每一地支順序對應每一生肖，所以寅與十二生肖的虎搭配，在二十八宿的對應是尾宿（尾火虎）。

## 含寅的干支
- 丙寅
- 戊寅
- 庚寅
- 壬寅
- 甲寅